# Lago Toro
Lago Toro är en sjö i Chile.   Den ligger i regionen Región de Los Lagos, i den södra delen av landet, 800 km söder om huvudstaden Santiago de Chile. Lago Toro ligger 718 meter över havet. Arean är 0,19 kvadratkilometer. Den sträcker sig 0,5 kilometer i nord-sydlig riktning, och 0,6 kilometer i öst-västlig riktning.
I omgivningarna runt Lago Toro växer i huvudsak blandskog. Runt Lago Toro är det mycket glesbefolkat, med 6 invånare per kvadratkilometer.